# Campeonato Europeu Júnior de Natação de 2006
O Campeonato Europeu Júnior de Natação de 2006 foi a 33ª edição do evento organizado pela Liga Europeia de Natação (LEN). As provas correram em Palma de Maiorca na Espanha entre 1 e 9 de julho de 2006. Teve como destaque a Rússia com 17 medalhas de ouro.

## Participantes
- Natação: Feminino de 15 a 16 anos (1991 e 1990) e masculino de 17 a 18 anos (1989 e 1988).
- Saltos Ornamentais: Grupo A é composto por saltadores de 16, 17 e 18 anos (1990, 1989 e 1988), tanto masculino quanto feminino. Grupo B é composto por saltadores de 14 a 15 anos (1992 e 1991), tanto masculino quanto feminino.

## Medalhistas

### Natação
Os resultados foram os seguintes. 
Masculino
| Evento          | Ouro                                                                                 | Ouro        | Prata                                                                                   | Prata    | Bronze                                                                                 | Bronze   |
| 50 m Livre      | Roménia · Norbert Trandafir                                                          | 22.80       | Rússia · Sergey Fesikov                                                                 | 23.16    | Bélgica · Yoris Grandjean                                                              | 23.18    |
| 100 m Livre     | Bélgica · Yoris Grandjean                                                            | 50"89       | Roménia · Norbert Trandafir                                                             | 50"90    | Itália · Michele Santucci Suécia · Sebastian Wikström                                  | 51"15    |
| 200 m Livre     | Reino Unido · Robert Renwick                                                         | 1:49.26     | Itália · Federico Colbertaldo                                                           | 1:49.94  | Grécia · Ioannis Giannoulis                                                            | 1:50.91  |
| 400 m Livre     | Itália · Federico Colbertaldo                                                        | 3:49.12     | Rússia · Aleksandr Selin                                                                | 3:50.94  | Rússia · Nikita Lobintsev                                                              | 3:51.90  |
| 1500 m Livre    | Rússia · Nikita Lobintsev                                                            | 15:06.15    | Itália · Federico Colbertaldo                                                           | 15:10.82 | Polónia · Maciej Hreniak                                                               | 15:11.93 |
| 50 m Costas     | Croácia · Ivan Tolić                                                                 | 26.04       | Dinamarca · Mathias Stenderup Gydesen                                                   | 26.44    | Itália · Damiano Lestingi                                                              | 26.59    |
| 100 m Costas    | Itália · Damiano Lestingi                                                            | 56.85       | Hungria · János Szabó                                                                   | 57.16    | Croácia · Ivan Tolić                                                                   | 57.31    |
| 200 m Costas    | Itália · Damiano Lestingi                                                            | 2:00.32     | Portugal · Pedro Diogo Oliveira                                                         | 2:02.75  | Ucrânia · Andriy Nikishenko                                                            | 2:03.50  |
| 50 m Peito      | Itália · Mattia Pesce                                                                | 28.59       | Eslovênia · Damir Dugonjič                                                              | 28.65    | Lituânia · Aurimas Valaitis                                                            | 28.98    |
| 100 m Peito     | Polónia · Sławomir Wolniak                                                           | 1:02.40     | Itália · Edoardo Giorgetti                                                              | 1:02.61  | Polónia · Piotr Gałka                                                                  | 1:03.12  |
| 200 m Peito     | Itália · Edoardo Giorgetti                                                           | 2:15.00     | Polónia · Slawomir Wolniak                                                              | 2:15.19  | Itália · Luca Pizzini                                                                  | 2:15.69  |
| 50 m Borboleta  | Espanha · Rafael Muñoz Pérez                                                         | 24.21       | Croácia · Mario Todorović                                                               | 24.28    | Croácia · Dominik Straga                                                               | 24.62    |
| 100 m Borboleta | Itália · Joseph Davide Natullo                                                       | 54.07       | Croácia · Mario Todorović                                                               | 54.20    | Bielorrússia · Yauheni Lazuka Croácia · Dominik Straga                                 | 54.51    |
| 200 m Borboleta | Itália · Joseph Davide Natullo                                                       | 1:58.53     | Hungria · Gergő Kis                                                                     | 1:58.68  | Hungria · Norbert Kovács                                                               | 2:00.20  |
| 200 m Medley    | Hungria · Gergő Kis                                                                  | 2:03.53 EJR | Estónia · Martin Liivamägi                                                              | 2:03.67  | Hungria · Dávid Verrasztó                                                              | 2:03.89  |
| 400 m Medley    | Hungria · Gergő Kis                                                                  | 4:16.82     | Hungria · Dávid Verrasztó                                                               | 4:19.30  | Polónia · Mateusz Matczak                                                              | 4:20.27  |
| 4x100 m Livre   | Rússia · Aleksei Kosesnikov · Sergei Perunin · Aleksandr Sukhorukov · Sergei Fesikov | 3:23.00     | Reino Unido · David Waslin · Adam Brown · Christopher Middleton · Robert Renwick        | 3:25.59  | Itália · Riccardo D'Acquisto · Marco Belotti · Michele Santucci · Lorenzo Mileti Nardo | 3:25.64  |
| 4x200 m Livre   | Rússia · Sergei Perunin · Nikita Lobintsev · Aleksandr Sukhorukov · Aleksandr Selin  | 7:23.02     | Itália · Cesare Sciocchetti · Manuel Vincenzi · Federico Colbertaldo · Michele Santucci | 7:27.80  | França · Xavier Lepretre · Anthony Pannier · Joris Hustache · Kevin Munier             | 7:29.96  |
| 4x100 m Medley  | Espanha · Alan Cabello · Melquiades Álvarez · Pablo Ordóñez · Marcos Vázquez         | 3:47.63     | Polónia · Tomasz Gaszyk · Sławomir Wolniak · Mikolaj Czarnecki · Mateusz Haas           | 3:48.64  | Reino Unido · Marco Loughran · Max Partridge · Christopher Chasser · Robert Renwick    | 3:48.68  |

Feminino
| Evento          | Ouro                                                                                  | Ouro    | Prata | Prata   | Bronze                                                                              | Bronze  |
| 50 m Livre      | Reino Unido · Francesca Halsall                                                       | 25.28   | Países Baixos · Ranomi Kromowidjojo | 25.81   | Ucrânia · Daryna Stepanyuk                                                          | 26.05   |
| 100 m Livre     | Reino Unido · Francesca Halsall                                                       | 55.47   | França · Ophélie-Cyrielle Étienne | 56.80   | Suécia · Nathalie Lindborg Ucrânia · Daryna Stepanyuk                               | 57.00   |
| 200 m Livre     | Espanha · Mireia Belmonte Garcia                                                      | 2:01.61 | Reino Unido · Francesca Halsall | 2:01.93 | França · Ophélie-Cyrielle Étienne                                                   | 2:02.00 |
| 400 m Livre     | França · Aurélie Muller                                                               | 4:15.72 | Polónia · Joanna Budzis | 4:16.00 | Itália · Giulia Bolgiani                                                            | 4:16.03 |
| 800 m Livre     | Rússia · Elena Sokolova                                                               | 8:43.53 | Itália · Giulia Bolgiani | 8:43.65 | Eslovênia · Monika Mocnik                                                           | 8:49.03 |
| 50 m Costas     | Alemanha · Christin Zenner                                                            | 29.38   | Rússia · Anastasia Zueva | 29.60   | Hungria · Helga Kalicz                                                              | 29.87   |
| 100 m Costas    | Rússia · Anastasia Zueva                                                              | 1:02.32 | Reino Unido · Elizabeth Simmonds | 1:02.79 | Reino Unido · Georgia Davies                                                        | 1:03.87 |
| 200 m Costas    | Reino Unido · Elizabeth Simmonds                                                      | 2:12.78 | Rússia · Anastasia Zueva | 2:15.48 | Rússia · Oxana Shlapakova                                                           | 2:15.83 |
| 50 m Peito      | Rússia · Anna Kuzmicheva                                                              | 32.52   | Suécia · Hanna Westrin | 32.61   | Polónia · Luiza Hryniewicz                                                          | 32.93   |
| 100 m Peito     | Rússia · Anna Kuzmicheva                                                              | 1:09.85 | Suécia · Hanna Westrin | 1:10.19 | Polónia · Katarzyna Dembniak Polónia · Luiza Hryniewick                             | 1:11.61 |
| 200 m Peito     | Rússia · Anna Kuzmicheva                                                              | 2:30.85 | Polónia · Katarzyna Dembniak | 2:32.13 | Hungria · Katalin Bor                                                               | 2:32.32 |
| 50 m Borboleta  | Alemanha · Lena Celina Hiller                                                         | 27.29   | França · Lise Soule | 27.56   | Países Baixos · Ranomi Kromowidjojo                                                 | 27.59   |
| 100 m Borboleta | Hungria · Eszter Dara                                                                 | 1:00.55 | Reino Unido · Jemma Lowe | 1:00.74 | Itália · Ilaria Bianchi                                                             | 1:01.05 |
| 200 m Borboleta | Reino Unido · Jessica Dickons                                                         | 2:10.07 | Reino Unido · Jemma Lowe | 2:11.59 | Áustria · Nina Dittrich                                                             | 2:12.84 |
| 200 m Medley    | Rússia · Olga Shulgina                                                                | 2:15.42 | Áustria · Nina Dittrich | 1:17.86 | Hungria · Eszter Dara                                                               | 2:18.22 |
| 400 m Medley    | Espanha · Mireia Belmonte Garcia                                                      | 4:46.24 | Reino Unido · Jessica Dickons | 4:51.58 | Hungria · Eszter Dara                                                               | 4:53.92 |
| 4x100 m Livre   | Reino Unido · Natalie Durant · Chloe Ross · Laureen Colins · Francesca Halsall        | 3:47.89 | Alemanha · Lisa Vitting · Uta Müller · Karoline Günther · Lena Hiller Rússia · Olga Shulgina · Oksana Shlapakova · Natalia Miselimyan · Viktoria Malyutina | 3:49.23 | Nenhum                                                                              |         |
| 4x200 m Livre   | Rússia · Anastasia Aksenova · Olga Shulgina · Olga Karmanchikova · Viktoria Malyutina | 8:10.96 | Reino Unido · Francesca Halsall · Natalie Durant · Elizabeth Simmonds · Rachael George                                                                     | 8:11.76 | Itália · Giulia Bolgiani · Cinzia Sciocchetti · Anna Greselin · Carolina Bianchetto | 8:21.30 |
| 4x100 m Medley  | Rússia · Anastasia Zueva · Anna Kuzmicheva · Anastasia Aksenova · Viktoria Malyutina  | 4:12.63 | Hungria · Helga Kalicz · Katalin Bor · Emese Kovács · Eszter Dara                                                                                          | 4:14.41 | França · Reine Weber · Fanny Garruchet · Lise Soule · Ophélie-Cyrielle Étienne      | 4:15.09 |

### Saltos ornamentais
Os resultados foram os seguintes. 

#### Grupo A
Masculino
| Evento                              | Ouro                                     | Ouro   | Prata                                               | Prata  | Bronze                                           | Bronze |
| Trampolim 1 m individual            | Ucrânia · Illja Kvaša                    | 499.00 | Rússia · Artem Lvov                                 | 481.80 | Alemanha · Patrick Hausding                      | 476.30 |
| Trampolim 3 m individual            | Ucrânia · Illja Kvaša                    | 567.90 | Rússia · Artem Lvov                                 | 560.50 | Alemanha · Patrick Hausding                      | 533.20 |
| Trampolim 3 m sincronizado cat A +B | Rússia · Aleksandr Gorshkov · Artem Lvov | 315.09 | Ucrânia · Oleksandr Horškovozov · Dmytro Mezheijsky | 285.99 | Reino Unido · Callum Johnstone · Charles Calvert | 284.88 |
| Plataforma 10 m individual          | Alemanha · Patrick Hausding              | 528.35 | Reino Unido · Callum Johnstone                      | 492.20 | Suécia · Christofer Eskilsson                    | 479.55 |

Feminino
| Evento                              | Ouro                                        | Ouro   | Prata                                           | Prata  | Bronze                              | Bronze |
| Trampolim 1 m individual            | Rússia · Svetlana Filippova                 | 391.65 | Alemanha · Nora Subschinski                     | 387.00 | Ucrânia · Mariya Voloshchenko       | 373.15 |
| Trampolim 3 m individual            | Alemanha · Nora Subschinski                 | 443.90 | Ucrânia · Mariya Voloshchenko                   | 441.60 | Rússia · Svetlana Filippova         | 404.20 |
| Trampolim 3 m sincronizado cat A +B | Rússia · Svetlana Filippova · Olga Pashkina | 275.46 | Ucrânia · Mariya Voloschchenko · Anna Pysmenska | 265.23 | Espanha · Anna Pujol · Karina Silva | 255.93 |
| Plataforma 10 m individual          | Espanha · Karina Silva                      | 416.20 | Alemanha · Nora Subschinski                     | 410.15 | Rússia · Julija Koltunova           | 387.60 |

#### Grupo B
Masculino
| Evento                     | Ouro                            | Ouro   | Prata                           | Prata  | Bronze                          | Bronze |
| Trampolim 1 m individual   | Rússia · Denis Meleshenkov      | 396.80 | Ucrânia · Oleksandr Horškovozov | 382.25 | Itália · Tommaso Rinaldi        | 365.40 |
| Trampolim 3 m individual   | Ucrânia · Oleksandr Horškovozov | 457.30 | Rússia · Viktor Minibaev        | 453.05 | Itália · Maicol Scuttari        | 420.90 |
| Plataforma 10 m individual | Rússia · Viktor Minibaev        | 454.30 | Rússia · Il'ja Zacharov         | 432.65 | Ucrânia · Oleksandr Horškovozov | 426.00 |

Feminino
| Evento                     | Ouro                           | Ouro   | Prata                    | Prata  | Bronze                         | Bronze |
| Trampolim 1 m individual   | Ucrânia · Viktoriya Khitrinska | 306.40 | Ucrânia · Anna Pysmenska | 301.50 | Reino Unido · Elizabeth Heald  | 300.15 |
| Trampolim 3 m individual   | Ucrânia · Viktoriya Khitrinska | 351.75 | Ucrânia · Ganna Golovata | 348.95 | Rússia · Maria Smirnova        | 340.05 |
| Plataforma 10 m individual | Rússia · Yana Zytseva          | 328.80 | Rússia · Olga Vintoniak  | 317.80 | Ucrânia · Viktoriya Khitrinska | 293.30 |

## Quadro de medalhas
| Ordem | País          | Medalha de ouro | Medalha de prata | Medalha de bronze | Total |
| ----- | ------------- | --------------- | ---------------- | ----------------- | ----- |
| 1     | Rússia        | 17              | 10               | 5                 | 32    |
| 2     | Itália        | 7               | 5                | 9                 | 21    |
| 3     | Reino Unido   | 6               | 8                | 4                 | 18    |
| 4     | Ucrânia       | 5               | 6                | 6                 | 17    |
| 5     | Espanha       | 5               | 0                | 1                 | 6     |
| 6     | Alemanha      | 4               | 3                | 2                 | 9     |
| 7     | Hungria       | 3               | 4                | 6                 | 13    |
| 8     | Polónia       | 1               | 4                | 6                 | 11    |
| 9     | França        | 1               | 2                | 3                 | 6     |
| 9     | Croácia       | 1               | 2                | 3                 | 6     |
| 11    | Roménia       | 1               | 1                | 0                 | 2     |
| 12    | Bélgica       | 1               | 0                | 1                 | 2     |
| 13    | Suécia        | 0               | 2                | 3                 | 5     |
| 14    | Áustria       | 0               | 1                | 1                 | 2     |
| 14    | Países Baixos | 0               | 1                | 1                 | 2     |
| 14    | Eslovênia     | 0               | 1                | 1                 | 2     |
| 17    | Estónia       | 0               | 1                | 0                 | 1     |
| 17    | Dinamarca     | 0               | 1                | 0                 | 1     |
| 17    | Portugal      | 0               | 1                | 0                 | 1     |
| 20    | Bielorrússia  | 0               | 0                | 1                 | 1     |
| 20    | Grécia        | 0               | 0                | 1                 | 1     |
| 20    | Lituânia      | 0               | 0                | 1                 | 1     |
| Total | Total         | 52              | 53               | 55                | 160   |

Legenda
| Recorde mundial       | Recorde mundial (World record)               |                       | Recorde africano                      | Recorde africano (African) |                                           | Q | Classificado por posição (Qualified) |
| Recorde do campeonato | Recorde do campeonato (Championship record)  | Recorde da América    | Recorde da América (Americas)         | q                          | Classificado por melhor tempo (Qualified) |   |                                      |
| Melhor marca do ano   | Melhor marca do ano (World leading)          | Recorde asiático      | Recorde asiático (Asian)              | DNS                        | Não largou (Did not start)                |   |                                      |
| Recorde nacional      | Recorde nacional (National record)           | Recorde europeu       | Recorde europeu (European)            | DNF                        | Não terminou (Did not finish)             |   |                                      |
| Recorde pessoal       | Recorde pessoal do atleta (Personal best)    | Recorde da Oceania    | Recorde da Oceania (Oceania)          | DSQ / DQ                   | Desclassificado (Disqualified)            |   |                                      |
| Recorde da temporada  | Recorde da temporada do atleta (Season best) | Recorde sul-americano | Recorde sul-americano (South America) | NM                         | Sem marca (No mark)                       |   |                                      |